# Alfama
Alfama (portugalska izgovorjava: [alˈfɐmɐ]) je najstarejša soseska Lizbone, ki se razprostira na pobočju med gradom São Jorge in reko Tajo. Njegovo ime izvira iz arabščine al-ḥamma (الحَمّة), kar pomeni 'vroče fontane' ali 'kopeli', podobno kot hamam (حَمَّام). Okrožje vključuje freguesias (župnije) São Miguel, Santo Estêvão, São Vicente de Fora in del dveh ulic, Freguesia da Sé: Rua do Barão in Rua São João da Praça. Vsebuje številne pomembne zgodovinske znamenitosti, pa tudi obilico barov in restavracij s fadom.

## Zgodovina
Rua do Barão je ena od ulic Freguesia da Sé, ki se začne pri Rua São João da Praça (kjer so nekoč stala Vrata Alfame) in konča pri Rua Augusto Rosa (pri obzidju stolnice). Toponim Rua do Barão je zato, ker je tukaj živel João Fernandes da Silveira, prvi baron Alvita, minister portugalskih kraljev Dom Afonza V. in Dom Ivana II.
V času mavrske vladavine je Alfama sestavljala celotno mesto, ki se je kasneje razširilo na zahod (soseska Lizbonska Baixa). Alfamo so naselili ribiči in revni in njeno stanje kot soseska revnih se nadaljuje vse do danes.
Lizbonski potres (1755) ni uničil Alfame, ki je ostala labirint ozkih ulic in majhnih trgov. V zadnjem času je bila soseska obnovljena s prenovo starih hiš in novih restavracij, kjer včasih igrajo tipični portugalski fado.
S pogledom na Alfamo je srednjeveški grad São Jorge, kraljeva rezidenca do začetka 16. stoletja s pogledom na mesto. Na pobočjih Alfame so druge terase (miradouros), s katerih lahko vidite mesto, kot je Miradouro de Santa Luzia, blizu istoimenske cerkve in čez ostanke mavrskega mestnega obzidja, in Miradouro das Portas do Sol (Vrata sonca). V bližini Miradouro Santa Luzia je Muzej dekorativne umetnosti (Museu de Artes Decorativas), dvorec iz 17. stoletja.
Od leta 2012 je Alfama del freguesia Santa Maria Maior.

## Znamenitosti
Med cerkvami Alfame so Lizbonska stolnica (12.–14. stoletje), najstarejša v mestu in stoji zahodno od soseske, samostan Milosti (Convento da Graça, 18. stoletje), blizu gradu, manieristični Samostan São Vicente de Fora (pozno 16.–18. stoletje), kjer so pokopani kralji iz rodbine Bragança in baročna cerkev Santa Engrácia (17. stoletje), ki je zdaj spremenjena v nacionalni panteon za pomembne portugalske osebnosti.